# Slatine
Slatine – wieś w Chorwacji, w żupanii splicko-dalmatyńskiej, w mieście Split. Leży na wyspie Čiovo. W 2011 roku liczyła 1106 mieszkańców.